# Portada/efemèride maig 26
Jaume Bosch
« 25 de maig · 26 de maig · 27 de maig »